# Youssef Rabeh
Youssef Rabeh, arab. يوسف رابح (ur. 13 kwietnia 1985 w Rabacie) – marokański piłkarz grający na pozycji środkowego obrońcy, reprezentant kraju.

## Kariera

### Kariera klubowa
Pierwszym klubem Youssefa Rabeha był Eigine U19. 1 lipca 2003 roku przeprowadził się stamtąd do FUSu Rabat. 1 lipca 2005 roku po raz pierwszy wyjechał za granicę, dokładnie do saudyjskiego klubu – Al-Ahli Dżudda. Do Maroka powrócił 1 lipca 2006 roku, ponownie do FUS Rabat, ale tego samego dnia podpisał kontrakt z innym stołecznym klubem – FARem Rabat. Pierwszy mecz rozegrał tam 17 marca 2007 roku w meczu pucharu CAF przeciwko Ashanti Gold SC, który został wygrany przez marokański zespół 7:6 po karnych. Łącznie w tym zespole Youssef Rabeh rozegrał 6 meczów. 1 lipca 2007 roku przeprowadził się do Levskiego Sofia. W drużynie tej zadebiutował 15 marca 2008 roku w meczu 18. kolejki Pyrwa profesionałna futbołna liga przeciwko Liteks Łowesz, który został przegrany przez drużynę Marokańczyka 0:1. Z zespołem z Sofii Youssef Rabeh zdobył mistrzostwo kraju, do tego grał w Lidze Mistrzów i Lidze Europy UEFA. W tym klubie Youssef Rabeh rozegrał 47 meczów.  W zespole z Bułgarii Marokańczyk dostał przezwisko „marokański Beckenbauer”. Podczas pobytu w bułgarskim Youssef Rabeh dopuścił się przestępstw, np. posiadania narkotyków, przez co został sprzedany w 2009 roku do Anży Machaczkała. Po tym wydarzeniu chciał zakończyć karierę. W rosyjskim klubie Youssef Rabeh również wywołał kontrowersje, kradnąc swojemu koledze pieniądze. Youssef Rabeh 1 stycznia 2010 został sprzedany do Moghrebu Tétouan. Kolejnym klubem tego zawodnika był Wydad Casablanca. Pierwszy mecz w tym zespole rozegrał tam 20 marca 2011 roku w meczu pucharu CAF przeciwko Kano Pillars, który został wygrany przez zespół z Casablanki 2:0. Jedyną bramkę w tym klubie Youssef Rabeh strzelił 14 października 2016 roku w meczu przeciwko FARowi Rabat, który został wygrany przez jego zespół 0:5. Jedyną asystę zaś zaliczył w meczu klubowych mistrzostw świata, 12 grudnia 2017 roku w meczu przeciwko Urawa Reds, który został przegrany 2:3. W sezonie 2014/2015 i 2017/2018 zdobył z tym klubem mistrzostwo kraju. Łącznie w zespole z Casablanki rozegrał 154 mecze, strzelił jedną bramkę i zaliczył jedną asystę. Po sezonie 2017/2018 zakończył karierę.

### Kariera reprezentacyjna
Youssef Rabeh rozegrał 7 meczów w reprezentacji w latach 2008–2015.